# Povljana
Povljana (olaszul: Pogliana) falu és község Horvátországban Zára megyében.

## Fekvése
Pagtól 14 km-re délkeletre, Zárától légvonalban 27 km-re, közúton 44 km-re északra, a Pag-sziget délkeleti részén, az azonos nevű öbölben fekszik. A község területe 38,57 négyzetkilométerre terjed ki, vegyesen alkotják mészköves kopár területek és termékeny mezők. Az utóbbiak nagy részét szőlőültetvényekkel telepítették be. Povljana e földrajzi adottságai miatt a múltban a Pag-sziget legfőbb mezőgazdasági termőterülete volt.

## Története
Povljana területe már az őskor óta lakott, ezt bizonyítja a Panos-hegyen talált itteni legrégibb régészeti lelet egy újkőkori kőbalta töredéke. A község területén valószínűleg állt néhány történelem előtti erődített település (Šime Batović horvát régész a Pag-szigeten Lun és Dinjiška között 15 ilyen helyet sorol fel), de régészeti feltárások nélkül ezek a vélt lelőhelyek nem erősíthetők meg. A legnagyobb halomsíros temető (125 halommal) a Prutna-félszigeten található bronzkori és vaskori temető lehet. Ezen kívül jó néhány feltételezett történelem előtti régészeti lelőhely van a Hermen-dombtól nyugatra elterülő részen, a Gusti lazi, Selina, Mali Vraninac, Veliki Vraninac, Rajkovac, Škrlina, Panos, Dola, Bočina és Babe nevű helyeken. A sziget első ismert lakói a liburnok voltak, számos régészeti lelőhely elsősorban hozzájuk köthető. A rómaiak is mély nyomokat hagytak Pag történetében. Petar Skok a neves horvát nyelvészprofesszor a Povljana nevét a latin „Pauliana” helynévből magyarázza, amely egy Paulus nevű itteni római birtokosra utal. A község területéről több római kori lelőhely is ismert a Povljanai mező szélén és a Prutna-félszigeten. A Povljanai-mező szélén fekvő obatinicai lelőhelyet évek óta rombolják a tenger hullámai és a turisták kíváncsisága. Bizonyos, hogy itt egy római villagazdaság maradványai vannak részben a parton, részben a víz alatt. Számos használati tárgy töredékén kívül egy római pénzérme is előkerült innen. A Prutna-félszigeten a selinai trafóállomás közelében a parton és a tengerben számos római emlék (falak, tégladarabok, amforák és más tárgyak) található. Kućerina területén Dobra Puntánál szintén sok töredék és római cserépmaradvány került elő. További római maradványokat találtak Stara Povljanán a tengerparton és más helyeken is.
A horvátok nagyon korán, valószínűleg már a 7. században megtelepedtek a szigeten és megalapították saját településeiket. Jelenlétüket több középkori temető (Stara Povljana) és templom maradványa igazolja. Közülük kiemelkedik a Szent Miklós templom, ahol 1953 és 1960 között Ivo Petricioli akadémikus, régész vezetésével régészeti feltárások folytak és amelyek alapján a templomot a 9. századra keltezték. Néhány szakember szerint a templom még korábbi, kora keresztény eredetű, melyet a középkorban átépítettek. A templomban tíz, 16. és 17. századi sírt is feltártak, de megtalálták a középkori oltár oromzatának két töredékét is, melyek az átépítés során estek le. Középkori települések maradványai találhatók a stara povljanai részen a Mirina és Ogradina területén, ahol falak és számos középkori cseréptöredék került elő a 17. századig a település elhagyásáig. Glavica alatt Ljubljina területén és Selinán kövekből szárazon, kötőanyag nélkül rakott házak romjait találták. Hermen és Miškov stan területén zománcozott és zománcozás nélküli edények töredékeit, Gusti lazin pedig malterral rakott falak nyomait találták meg.
Povljana első írásos említése a Szent Márton templom építése kapcsán 1345. február 13-án történt Dižilav Radogostić végrendeletében, melyben a templom alapításáról és építéséről beszél. A templom körüli régészeti kutatások 2007 végén kezdődtek, melyek során falait konzerválták és így hosszú időre megőrizték a középkori horvát építészet e kiemelkedően értékes emlékét. Amint azt egy 1411-es írásos forrás említi a középkorban a település előtti öbölben tizennyolc sólepárló telep is működött. A közeli Prutna-félszigeten a Selina-öbölben ugyancsak voltak sótelepek, amelyet egy 1341-es okirat említ meg. A középkori sótelepek maradványai nagyobb apályok idején még ma is láthatók.
A Povljana nevet régen Stara Povljana-öbölben a 17. századig állt település viselte, azóta ezt a régi települést Stara Povljanának nevezik. Lakossága 1685-ben költözött át a szemközti öbölbe, a mai Povljana területére, ahol 1750-ben 90, a 19. század végén már kétszer annyi lakos élt. A mai Szent György plébániatemplomot, amely eredetileg Szent Miklós tiszteletére volt szentelve a bencések emelték a 17. században. A 17. és a 19. század között Pag városából is sokan települtek át ide, ezt a mai vezetéknevek és a helyi adatok is megerősítik. Több pagi nemesnek is voltak itt birtokaik, akik rendszeresen jártak ide földjeiket művelni, végül sokan véglegesen letelepedtek közülük. A falu sziget többi részével együtt a 15. századtól Velencei Köztársasághoz tartozott. A 18. század végén Napóleon megszüntette a Velencei Köztársaságot. Pag szigete 1797 és 1805 között Habsburg uralom alá került, majd az egész Dalmáciával együtt a Francia Császárság része lett. 1815-ben a bécsi kongresszus újra Ausztriának adta, amely Dalmácia részeként Zárából igazgatta 1918-ig. 1857-ben 132, 1910-ben 236 lakosa volt. Ezt követően előbb a Szerb-Horvát-Szlovén Királyság, majd Jugoszlávia része lett. 2011-ben 759 lakosa volt. Povljana a sziget azon kevés településének egyike, ahol a lakosság száma hosszú ideje állandóan növekszik.

## Lakosság
| Lakosság változása | Lakosság változása | Lakosság változása | Lakosság változása | Lakosság változása | Lakosság változása | Lakosság változása | Lakosság változása | Lakosság változása | Lakosság változása | Lakosság változása | Lakosság változása | Lakosság változása | Lakosság változása | Lakosság változása | Lakosság változása |
| ------------------ | ------------------ | ------------------ | ------------------ | ------------------ | ------------------ | ------------------ | ------------------ | ------------------ | ------------------ | ------------------ | ------------------ | ------------------ | ------------------ | ------------------ | ------------------ |
| 1857               | 1869               | 1880               | 1890               | 1900               | 1910               | 1921               | 1931               | 1948               | 1953               | 1961               | 1971               | 1981               | 1991               | 2001               | 2011               |
| 132                | 322                | 207                | 185                | 176                | 236                | 236                | 405                | 635                | 698                | 746                | 693                | 655                | 678                | 713                | 759                |

## Nevezetességei
- Szent György vértanú tiszteletére szentelt plébániatemplomát 1765-ben építették, 1898-ban megújították. Az utolsó felújítás idején sajnálatos módon megrongálódott a márvány oltár, a tabernákulum és a Szent Györgyöt lovon ábrázoló olajjal vászonra festett oltárkép is. Ma a főoltár mögött egy falfestmény látható, amelyet 1974 augusztusában Ivan Tomljanović zárai akadémiai festőművész készített. A freskó Szent Györgyöt fehér lovon, a Szűzanyát és az egyházközség összegyűlt híveit ábrázolja. Az új oltárt és a képet 1976. július 23-án koncelebrációs szentmise során szentelte fel Marijan Oblak zárai érsek.[7]
- A Szent Miklós templom[8] a központtól egy kilométerre a Perilo strand mellett áll. A 9. században kora román stílusban épített templom a korai horvát építészet egyik kiemelkedő alkotása. A templomban 1953 és 1960 között dr. Ivo Petricioli akadémikus, régész vezetésével régészeti feltárások folytak, melyek során a régi falakat konzerválták. Radomir Jurić professzor és dr. Zdenko Brusić újabb régészeti feltárásai után 1991-ben a templomot alapjaitól megújították. Az egyedülálló épület hosszúkás hajója dongaboltozattal fedett, melyet a keleti oldalon félköríves apszissal zártak le. Homlokzatán kiemelkedik az egynyílásos harangtorony. Külön említést érdemelnek a belső freskók a szentek alakjaival, amelyek az egyik legrégibb fennmaradt dalmáciai falfestmények. Értékesek még a régi oltárépítmény (kereszttel, növényi mintákkal és szarvassal díszített) oromzata és az oltárban talált 11. századi ólom ereklyetartó, mindkettő a zárai érsekség kultúrtörténeti örökségének listáján szerepel.[7] A templomot régi temető övezi, melyet széles és magas fal vesz körül.
- Szent Márton templomhoz egy aszfaltozott út vezet a Povljanai mezőn keresztül. Az út menti kis kápolnánál jobbra kell fordulni, majd kétszáz méter után balra egy földút vezet a templomhoz. A templomot 1335-ben építtetőjének Dižislav Radogostićnak a végrendeletében említik először, tehát nem sokkal előbb épülhetett. Ekkortól a falu plébániatemploma volt. A templom négyszög alaprajzú félköríves apszissal, előtte egy elkerített területtel. A templom felújítása 2007 végén kezdődött. Miután falait konzerválták az épületet alapjaitól megújították 2008. április 23-án a falu búcsúünnepén szentelték fel újra.[7]
- A Stara Povljana-öbölhöz egy aszfaltozott út vezet a Povljanai mezőn keresztül, majd a kápolnától egy makadámút vezet az öbölig. A 17. századig itt állt Povljana település, melynek plébániatemploma a fent említett Szent Márton templom volt. Első említése 1335-ben történt, de a falu ennél sokkal régebbi volt. Az öbölben homokos strand található, tőle délre hozzáférhetetlen sziklák, míg északra kisebb strandok és öblök, hozzáférhető sziklák és ösvények vannak.[9]
- A falutól nyugatra a Dubrovnik strand mellett található a fenyőfákkal övezett Segal-tó. A tó természetes gyógyító hatását egy évezredeken át lerakódott gyógyiszapnak a peloidnak köszönheti. Az iszapot reumatikus megbetegedéseknél, de különböző bőrbetegségek kezelésére is nagy hatással lehet alkalmazni. A beteg testrészre kell helyezni, hagyni kell, hogy megszáradjon és megkeményedjen. Egy vagy két óra múlva az iszapot egyszerű öblítéssel vagy tengerben való fürdéssel távolítjuk el. A gyógyító hatáshoz hozzájárul a nap, a tenger és a friss levegő.[10]
- A község északkeleti szélén található a Veliko Blato, egy mocsaras tó a sziget legnagyobb madárrezervátuma. Számos madárfaj menedékhelye főként a fészekrakás, költözés és áttelelés idején. A terület hosszúsága mintegy 2 kilométer, szélessége 1,2 kilométer. Északi része nádas, amely különösen nagyra nő a tó északkeleti részén. A nádon kívül néhány sásféle, káka és más mocsári növény található itt. A tó mellett rétek vannak, melyeket tavasz idején rendszerint elönt a víz. Délre a tavat köves terület szegélyezi, melyen csak az ilyen talajt jól tűrő növények maradnak meg. A tavon élő számos madárfaj közül említésre méltó a szárcsa, a kis vöcsök, a búbos vöcsök, a szürke gém, a nagy kócsag, a bölömbika, a batla, a cigányréce és a kanalasgém. Itt fészkel a kendermagos réce, a hamvas rétihéja és a kalandrapacsirta, amelyek fokozottan védettek és Horvátországban is nagyon ritkák.[11]
- A Velo blato közelében a falutól 2 km-re északra Mlinica területén található a Malo blato. A Povljanából Pag városába vezető útról közelíthető meg. Egy kisebb, nádassal sűrűn benőtt édesvizű tó, melyet szintén védett madárrezervátummá nyilvánítottak.[9]